# 尊室誨
尊室誨（1901年—1975年），阮朝和越南共和國官員，尊室訢第九子，曾被任命爲越南共和國駐中華民國公使，並以吳廷琰祝壽特使身份訪問臺灣，但因故並未到任公使一職。

## 生平
尊室誨的父親是阮朝官員尊室訢，是廣南國賢主阮福瀕三子綱郡公阮福溱的後代，屬於第五系遠支尊室。
1940年，尊室誨被任命爲大叻的林園管道。越南第一共和國時期，他又被任命爲中央高地的第一位政府代表。
1955年12月17日，中華民國政府與越南共和國建交。1956年10月27日，尊室誨以吳廷琰總統祝壽特使身份從香港飛抵臺北，向蔣介石祝壽，並爲公使館選址和進行籌備工作。1956年11月7日，尊室誨離開臺灣返回越南。原定於當月下旬再赴臺就任公使的尊室誨，後因中華民國暫不派出駐越公使、越南華僑問題等原因，並未到任。後來尊室誨調任越南駐寮國公使，越南共和國改派阮功勳擔任首位駐華公使。
子尊室念爲醫生、歌手和越南共和國政客。

## 外部鏈接
- Meeting with Mr. Ton That Hoi, Délégué for the PMS （页面存档备份，存于）